# 2014年緬甸議會補選
2014年緬甸議會補選按原計劃應於2014年11月或12月舉行。這場選舉將會選出30名議員來填補懸缺的議席。但在2014年9月7日，考慮到這場選舉因距離2015年大選過近而不具有任何政治意義，緬甸聯邦選舉委員會取消了這次選舉。

## 背景
按計劃，是次選舉將會選出6名緬甸上議院的議員、13名下議員的議員和11名地區議會的議員。這些議員將會填補因爲部分議員進入了政府部門任職或是死亡而空缺出來的議席。
據分析，這次選舉將有望展現出現執政黨聯邦鞏固與發展黨和昂山素姬領導的全國民主聯盟兩黨誰更佔優勢。

## 計劃參與的政黨
聯邦鞏固與發展黨和全民盟均曾表示會參選。另外一些少數民族政黨也曾被認爲會參選。

## 被取消
2014年9月7日，緬甸聯邦選舉委員會取消了這場選舉。緬甸聯邦選舉委員主席田埃稱，之所以取消，一是因爲委員會沒有足夠的時間準備，二是這次選舉的結果不會具有任何政治意義。